# Mathias Wickleder

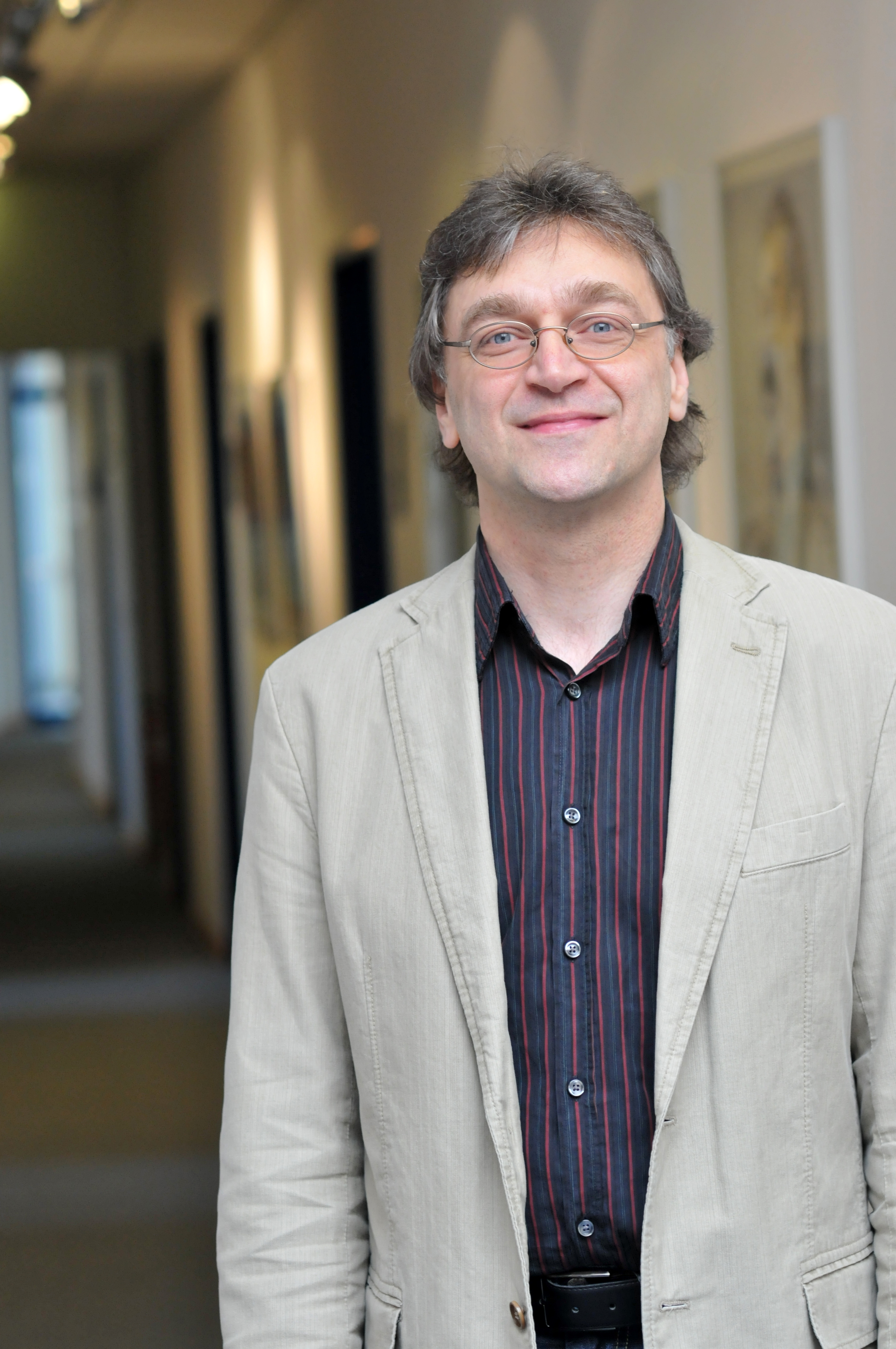
Mathias Wickleder (2009)

Mathias Wickleder (* 1965 in Bergen) ist ein deutscher Chemiker. Er ist Professor für Anorganische Chemie an der Universität zu Köln.

## Leben
Er studierte Chemie an der Universität Hannover mit dem Abschluss als Diplom-Chemiker. Anschließend fertigte er bis 1994 seine Doktorarbeit (Thema: „Komplexe Halogenide der Lanthanide mit Natrium und Silber: Synthese, Kristallstrukturen, Ionenleitfähigkeit“) im Arbeitskreis von Gerd Meyer am Institut für Anorganische Chemie der Universität Hannover an. 1994 wurde er zur Dr. rer. nat. promoviert. 1994 und 1996 folgte ein Postdoc-Aufenthalt am Departement für Chemie und Biochemie der Universität Bern, Schweiz (Prof. Dr. Hans U. Güdel). Danach wirkte Mathias Wickleder am Institut für Anorganische Chemie der Universität zu Köln und habilitierte sich dort 2000. Seine Habilitationsschrift trägt den Titel „Beiträge zur Kristallchemie und zum thermischen Verhalten von Verbindungen der Selten-Erd-Elemente mit komplexen Anionen“. 2004 nahm er den Ruf auf die Professur für Anorganische Chemie an der Carl von Ossietzky Universität Oldenburg an, wo er bis März 2015 im Institut für Chemie – früher Institut für Reine und Angewandte Chemie (IRAC) – tätig war. Mathias Wickleder war 2007 bis 2009 Direktor des Instituts für Reine und Angewandte Chemie sowie 2005 bis 2009 Studiendekan an der Fakultät für Mathematik und Naturwissenschaften der Universität Oldenburg. Im Jahre 2009 ernannte der Niedersächsische Wissenschaftsminister Lutz Stratmann Mathias Wickleder zum Vizepräsidenten für Studium und Lehre der Carl von Ossietzky Universität Oldenburg.
Im April 2015 folgte er einem Ruf an die Justus-Liebig-Universität Gießen, wo er bis zu seinem Wechsel an die Universität zu Köln in Forschung und Lehre wirkte. Seit April 2017 ist Mathias Wickleder Lehrstuhlinhaber für Festkörper- und Koordinationschemie an der Universität zu Köln.

## Forschungsgebiete
Schwerpunkte seiner Forschung sind die Chemie in konzentrierten Säuren bei hohen Temperaturen, neue Edelmetallkomplexe und die Charakterisierung der katalytischen Aktivität von Gold und Nanopartikeln aus Edelmetallen.

## Veröffentlichungen und Patente
Mathias Wickleder hat in seiner Forschungstätigkeit circa 215 Publikationen in Fachzeitschriften sowie Beiträge in Büchern verfasst und ist Inhaber bzw. Mitinhaber von drei Patenten.